# Museo del Caucho
El Museo del Caucho (en portugués: Museu da Borracha) Es un museo de Brasil, ubicado en la ciudad de Río Branco, capital del estado de Acre. Es una Agencia pública vinculada a la Fundación de Cultura y Comunicación Elias Mansour, el museo tiene el deber de recoger, conservar y exhibir los testimonios de la historia socio- económica y material cultural de Acre. Mantiene las actividades permanentes de educación, atendiendo estudiantes, maestros y visitantes en general. Cuenta con un auditorio, biblioteca y archivos-
El Museo del Caucho fue establecido por decreto estatal del 3 de abril de 1978, e inaugurado el 5 de noviembre de ese mismo año, durante la administración de Geraldo Gurgel de Mesquita con motivo de las celebraciones del primer centenario de la migración a Acre.